# Urie Lingey
Urie Lingey est une île des Shetland.